# 晶报 (上海)
《晶报》是一份民國時期的上海報紙，由钱芥尘创刊于1919年3月3日。《晶報》是當時上海著名的小報之一，与晚清小报不同，《晶报》首创三日一刊的发行方式，加之创刊日期为三月三日，遂命名为“晶”。1940年5月，《晶报》停刊。
主编余大雄，对办好《晶报》制定了三条办报方针：大报不肯登的《晶报》敢登；大报不便登的《晶报》愿登；大报不屑登的《晶报》可登。晶报成功的发展，使得其位列“四小金刚”之首，被誉为“小报之王”。

## 历史年表
1919年3月3日，《晶报》在《神州日报》副刊《文艺俱乐部》的基础上创刊，随《神州日报》赠送，余大雄任主编。
1922年，《晶报》销量增长到五万多份，就小报而言已相当可观。但实际阅报人数则要大大高于这个数字。
1923年，一篇《晶报》创刊四周年纪念文中称：“本报每期虽尚未能销到十万份，但看本报的，或者不止十万人也未可知。”
1923年10月6日，《晶报》开始推广到苏州，随上海报纸中在苏州销量第一的《新闻报》附送三期，此时《晶报》在上海销数已占了第三名的位置。
1933年11月6日，为庆贺《晶报》改三日刊为日刊，上海市市长吴铁城题词“小报之王”。
1937年八一三事变发生后，受战事等因素的影响缩减为半张，只有两版，第一版为广告版，第二版为文字版。
1937年12月《晶报》不得不提前休刊，“欲利用这个时期，将内部革新一番”。
1938年1月,《晶报》复刊，朱虚白被聘为主笔。
1940年5月，《晶报》停刊。

## 主编与前期繁荣
余大雄摆脱传统小报对于大报的依赖，创造性地将《晶报》从母体分离，同时，他制定了三条办报方针：登大报所不肯登，登大报所不愿登，登大报所不屑登。
与传统大报不同，《晶报》是一份多元化的综合性报纸。从《晶报》前几期的栏目设置就可以发现其内容之丰富，有新闻报道、简短评论、问题探讨、知识介绍、小说笔记、游戏文字，真是五花八门，包罗广泛，初步显现出综合性的特色，其中又以捧妓捧伶的内容尤多。20 年代初期，《晶报》开始尝试内容转向，减少文艺性，增加新闻性，关注的视野从狭窄的娱乐、社会逐渐延展到政治、战事、文化、经济、报界等广阔领域，同时强化独家新闻，加大时评力度。这样丰富的内容也被一向喜欢大量内容的上海人所认可，而这种多元化也被主笔张丹翁形象地成为“大杂烩”。
除了迎合受众广泛的阅读兴趣，余大雄也十分重视新闻在报纸中的比重。由于不能如大报一般在时效性上占得先机，余大雄另辟蹊径，把重心放在独家新闻和大胆披露上。从政界到商界甚至上海滩三大闻人、大报的报道，敢于笔伐权威成为了《晶报》不同于其他报纸的重要特点，也成为了销量稳定的来源。
余大雄作为一个报人，能够主动发掘独家新闻。袁世凯次子袁克文亲身经历了国家沧桑事，加之其文笔出众，才华横溢，余大雄、张丹翁便邀请他撰文揭秘，袁克文应诺写《辛丙秘苑》10万字，但其并无按时交稿的习惯。袁克文是瘾君子，嗜鸦片如命，终日缠榻卧吸，吞云吐雾。余大雄为了拉稿子，常混迹其间。袁氏写字，余为其研磨抻纸，袁氏吸烟，余为其点火奉茶，袁氏聊天，余陪他扯《山海经》，鞍前马后一如侍仆。袁氏高兴时写几段，时断时续。余大雄往往枯坐一两小时，那坐等取稿之窘，一如捧鸡屁股等鸡下蛋。一等袁氏在文末画上句号，余大雄马上叫黄包车赶回报馆发排。
正是凭借余大雄及其团队的创新和努力，晶报在发展初期销量日渐增大，销量一度与执上海报业牛耳的《申报》分庭抗礼。

## 后期没落
《晶报》凭借内容丰富，写他人之不敢写而著称，在北洋政府时期通过批判北洋政府赢得了广泛认可，然而南京国民政府成立后，出于对和平的渴望，《晶报》收敛了锋芒，甚至一定程度上维护政府形象，得到了读者的不满，经营状况也江河日下。与此同时，原《立报》主笔朱虚白入主《晶报》，希望能够采用《立报》的经验挽救《晶报》。
复刊之初，《晶报》就设置了言论专栏《晶语》,宣传抗日救亡的政治主张,但这个专栏只存在了四个月就夭折了。1937年11月27日,日军强占了国民党设在上海租界的上海新闻检查所。12月13日，日军又以上海新闻检查所的名义命令各报将稿件小样送该所检查，否则，不得刊载。当时宣传抗日的《立报》、《申报》、《大公报》等报纸拒绝检查。但留存下来的《晶报》面对强大的外来政治军事势力，选择了妥协。1938年4月，《晶报》向公共租界当局履行了登记手续，之后《晶语》专栏被撤销。
此时的《晶报》销量大不如前，为了维持经营，花稿在《晶报》中的比重渐渐增加，虽然销量比起之前有所回升，但这一定程度上反映了《晶报》经营模式的无力，经过几年挣扎后，《晶报》于1940年5月正式停刊。

## 营销策略
《晶报》赢得市场除了内容符合市场需求外，营销手段也是重要原因。

### 初期造势
与一般报纸发刊不同，《晶报》利用报纸为自己做广告。《晶报》分别于1919年2月23日、 25日、27日和3月1日在《民国日报》和《神州日报》的第一版刊载《<晶报>出版预告》。在出版的前一天即3月2日又在《神州日报》的第一版预告“《晶报》明日出版”。出版当日即3日，在《神州日报》同一版面告知“琳琅满目之《晶报》今日出版”，零售每份洋二分。代派处：上海望平街神州日报馆。出版之后，《晶报》对于自己的推销并没有停歇，5日再次在《申报》第一版推出《<晶报>出版》广告，向读者介绍自己的办报宗旨、名家阵容、栏目设置、出版周期和售价等，以加深读者对《晶报》的了解和记忆。

### 纪念刊-名人效应
《晶报》借由纪念刊方式扩大影响。每逢周年纪念，《晶报》都会以此为由与名家约稿，是公关的典范。值得注意的一点是，《晶报》本身也拥有一批具有影响力的作者，同时，通过主编余大雄的游说能力，吸引了更多名家写稿。首先，他向撰稿人们承诺：《晶报》对稿件的内容无所限制，做到最大限度的宽容；其次，一旦这些文字肇祸，《晶报》和余大雄一律承担，决不殃及作者；第三，对于已经去世的作者，《晶报》也不会人走茶凉，反而经常中断发稿计划，以大量篇幅发表悼念文字。通过这一系列有人情味的举措，《晶报》在不支付稿酬的情况下吸引大量名人撰稿。

### 经营策略
那时,沪上但凡订报人家,不外乎以《申报》、《新闻报》这两张。而这两份报纸的订费为每月9角。而《晶报》是三日一张的小报,每月报价为1角。那些报贩在上门收《申报》、《新闻报》报费时,就竭力向这两种大报的订户宣传《晶报》好看,报费又便宜。他们在收下订户的1块钱后,那1角的零头就不找回给订户,用这1角钱再帮订户订一份《晶报》。那些订户也不在乎这1角钱,况且可以多看一份报纸,何乐而不为呢?另外,由于报纸的撰稿人知名度都很大,在读者中极有人缘。日子一长大家就愿意订这份报纸。

## 轶事举例
就在徐志摩逝世后的两三个月里，关于陆小曼的谣言便在上海滩风声四起。造谣者肆意地搬弄陆小曼与其前夫王赓之间的是非，传说两人在徐志摩离世后又偷偷恢复了往来。丈夫新逝，无中生有的谣言又不请自来，陆小曼开始感到寂寞凄凉，痛苦无助。万般无奈下，只好写信向丈夫生前熟悉的报社朋友求助，希图借助媒体的力量恢复自己的清白与宁静。余大雄按照自己一贯的经营原则刊载了这篇求助信，自陆小曼的求助信刊登以后，谣言也便随之慢慢平息了下来，大抵这不得不归功《晶报》的影响力。